# Golden Gala 2021
Golden Gala 2021 – 41. edycja międzynarodowego mityngu lekkoatletycznego, który odbył się 10 czerwca 2021 roku na Stadio Luigi Ridolfi we Florencji. Zawody były trzecią odsłoną prestiżowej diamentowej ligi w sezonie 2021.

## Program mityngu
Źródło: omegatiming.com.
| Godzina | Konkurencja                   |
| ------- | ----------------------------- |
| 19:45   | Pchnięcie kulą                |
| 20:10   | Skok wzwyż                    |
| 20:13   | Bieg na 400 m                 |
| 20:20   | Bieg na 3000 m z przeszkodami |
| 20:55   | Bieg na 110 m przez płotki    |
| 21:23   | Bieg na 5000 m                |
| 21:48   | Bieg na 100 m                 |

| Godzina | Konkurencja                |
| ------- | -------------------------- |
| 18:45   | Rzut dyskiem               |
| 19:30   | Skok o tyczce              |
| 20:03   | Bieg na 400 m przez płotki |
| 20:42   | Bieg na 100 m przez płotki |
| 20:50   | Skok w dal                 |
| 21:05   | Bieg na 1500 m             |
| 21:15   | Bieg na 200 m              |

## Wyniki
| – rekord świata \| – najlepszy wynik na listach światowych w sezonie \| – rekord kontynentu \| – rekord kraju \| – rekord życiowy · – najlepszy wynik w sezonie \| – rekord mityngu \| - rekord Diamentowej Ligi |

### Mężczyźni
| Konkurencja                   | 1. miejsce            | Rezultat | 2. miejsce       | Rezultat | 3. miejsce           | Rezultat |
| Bieg na 100 m                 | Akani Simbine         | 10,08    | Chijindu Ujah    | 10,10    | Emmanuel Matadi      | 10,16    |
| Bieg na 400 m                 | Anthony Jose Zambrano | 44,76    | Davide Re        | 45,80    | Matthew Hudson-Smith | 45,93    |
| Bieg na 5000 m                | Jakob Ingebrigtsen    | 12:48,45 | Hagos Gebrhiwet  | 12:49,02 | Mohammed Ahmed       | 12:50,12 |
| Bieg na 110 m przez płotki    | Omar McLeod           | 13,01 =  | Andrew Pozzi     | 13,25    | Wilhem Belocian      | 13,31    |
| Bieg na 3000 m z przeszkodami | Soufiane El Bakkali   | 8:08,54  | Tadese Takele    | 8:10,56  | Mohamed Tindouft     | 8:11,65  |
| Skok wzwyż                    | Ilja Iwaniuk          | 2,33     | Brandon Starc    | 2,33     | Gianmarco Tamberi    | 2,33     |
| Pchnięcie kulą                | Tomas Walsh           | 21,47    | Armin Sinančević | 21,60    | Leonardo Fabbri      | 21,71    |

### Kobiety
| Konkurencja                | 1. miejsce            | Rezultat | 2. miejsce         | Rezultat | 3. miejsce            | Rezultat |
| Bieg na 200 m              | Dina Asher-Smith      | 22,06    | Marie Josée Ta Lou | 22,58    | Mujinga Kambundji     | 22,60    |
| Bieg na 1500 m             | Sifan Hassan          | 3:53,63  | Faith Kipyegon     | 3:53,91  | Laura Muir            | 3:55,59  |
| Bieg na 100 m przez płotki | Jasmine Camacho-Quinn | 12,38    | Devynne Charlton   | 12,80    | Elwira Hierman        | 12,85    |
| Bieg na 400 m przez płotki | Femke Bol             | 53,44    | Anna Ryżykowa      | 54,19    | Jessica Turner        | 54,79    |
| Skok o tyczce              | Anżelika Sidorowa     | 4,91     | Iryna Żuk          | 4,71     | Katerina Stefanidi    | 4,66     |
| Skok w dal                 | Ivana Španović        | 6,74     | Malaika Mihambo    | 6,82     | Maryna Bech-Romanczuk | 6,79     |
| Rzut dyskiem               | Sandra Perković       | 68,31    | Yaime Pérez        | 66,82    | Kristin Pudenz        | 64,42    |

## Rekordy
Podczas mityngu ustanowiono 5 krajowych rekordów w kategorii seniorów:
| Zawodnik           | Reprezentacja | Konkurencja                | Rezultat |
| ------------------ | ------------- | -------------------------- | -------- |
| Jakob Ingebrigtsen | Norwegia      | bieg na 5000 m             | 12:48,45 |
| Mohamed Katir      | Hiszpania     | bieg na 5000 m             | 12:50,79 |
| Faith Kipyegon     | Kenia         | bieg na 1500 m             | 3:53,91  |
| Elise Vanderelst   | Belgia        | bieg na 1500 m             | 4:02,63  |
| Femke Bol          | Holandia      | bieg na 400 m przez płotki | 53,44    |